# Living Loving Maid (She's Just a Woman)
Singles de Led Zeppelin
Good Times Bad Times / Communication Breakdown
(1969) Immigrant Song / Hey Hey What Can I Do
(1970)
Pistes de Led Zeppelin II
Heartbreaker
(5) Ramble On
(7)
Living Loving Maid (She's just a woman) est une chanson du groupe de rock britannique Led Zeppelin qui figure sur leur deuxième album, Led Zeppelin II, sorti en 1969.